# Mince pie

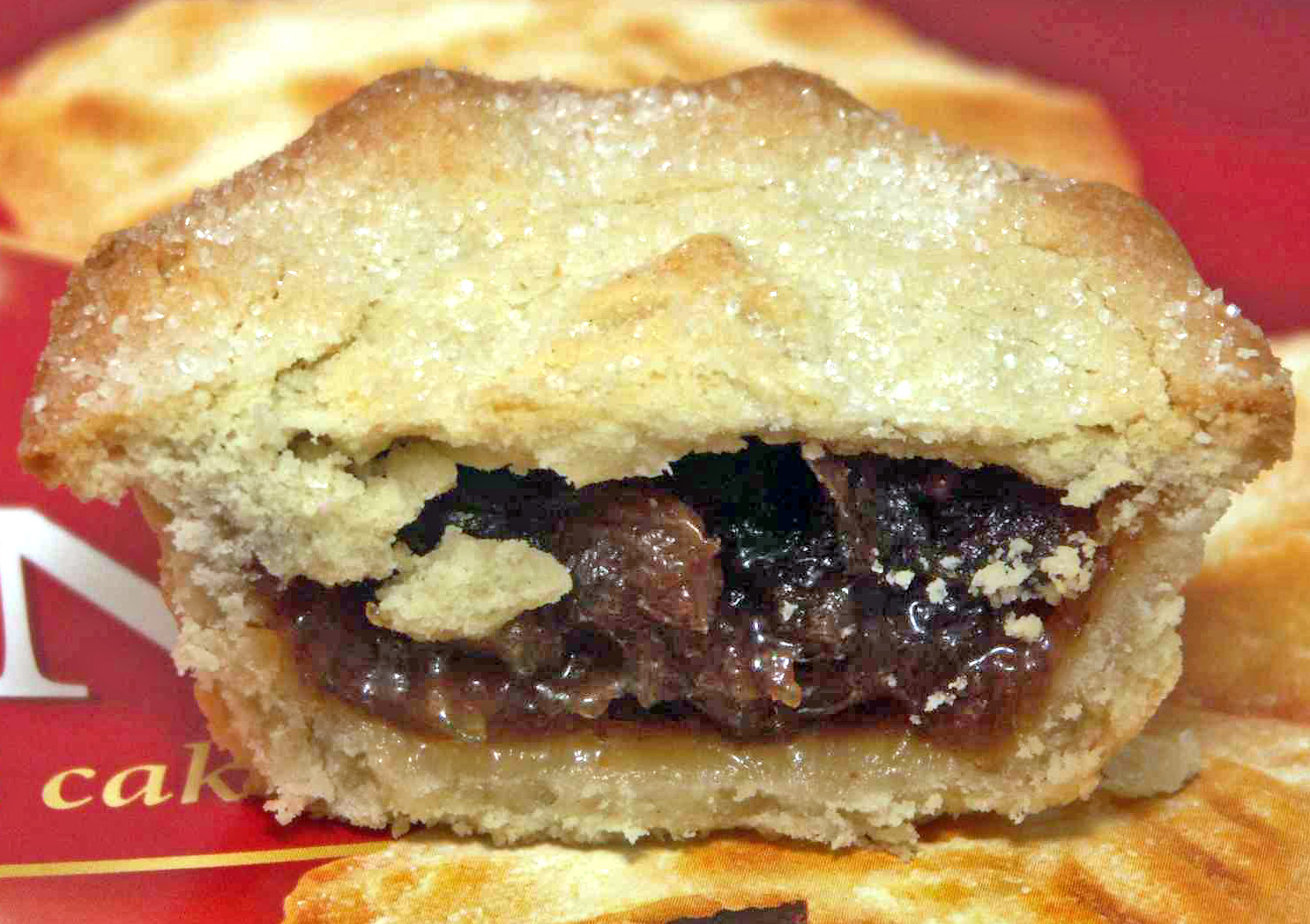
Một cái bánh mince pie hiện đại, cắt ngag chính giữa

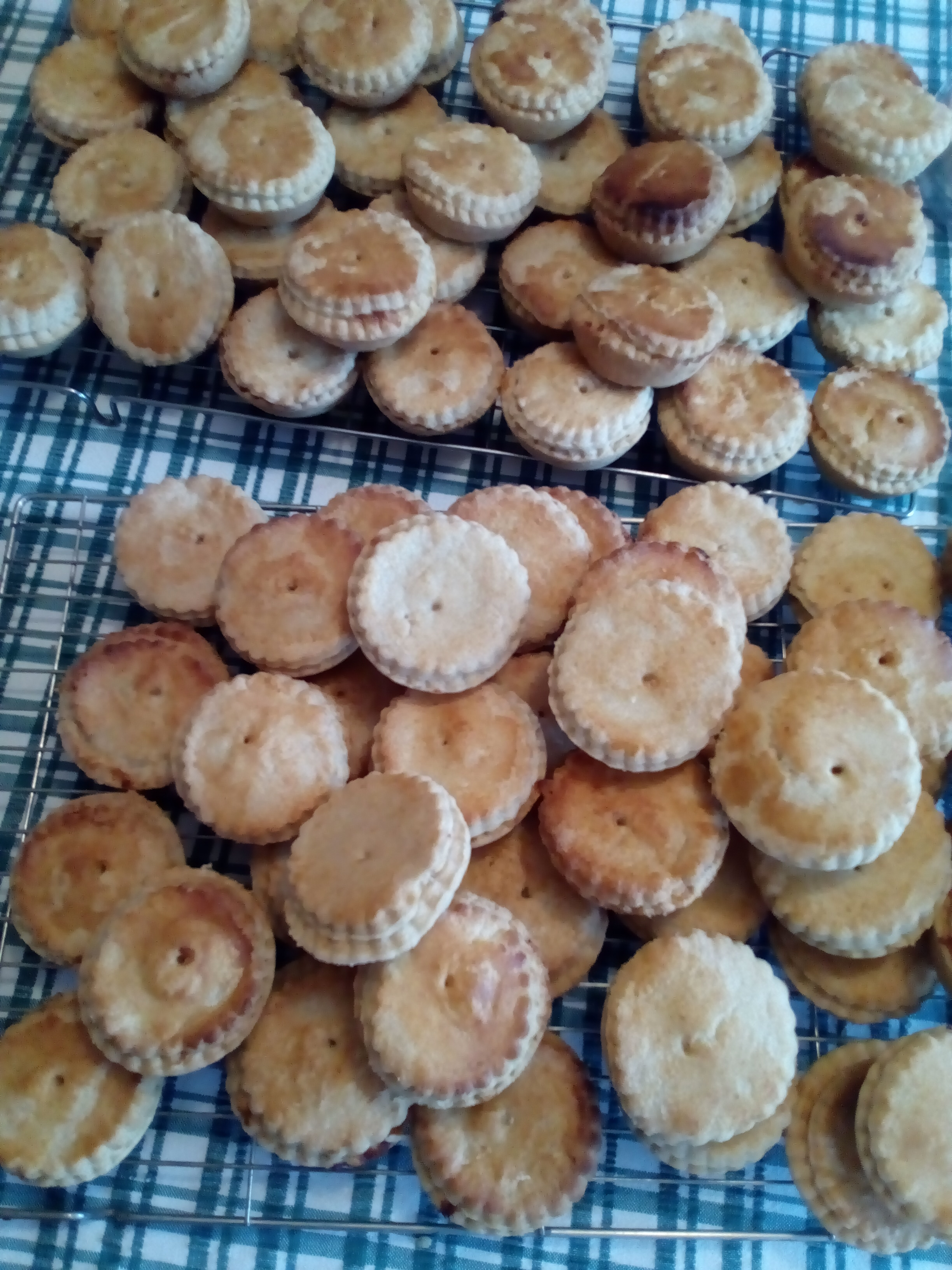
Một mẻ bánh mince pie làm tại nhà

Một chiếc bánh mince pie là một chiếc bánh ngọt xuất xứ từ Anh, có nhân là một hỗn hợp các loại trái cây khô và gia vị được gọi là "mincemeat", theo truyền thống được ăn suốt mùa Giáng sinh trong thế giới nói tiếng Anh. Các thành phần của nó có từ thế kỷ thứ 13, khi thập tự quân châu Âu trở về mang theo với họ công thức nấu ăn Trung Đông chứa thịt, trái cây và các loại gia vị.
Những chiếc bánh mince pie ban đầu được biết đến bởi một số tên, bao gồm "mutton pie" (bánh thịt cừu), "shrid pie" và "Christmas pie" (bánh Giáng sinh). Thông thường các thành phần của nó là một hỗn hợp của thịt băm nhỏ, mỡ, một loạt các loại trái cây, và các loại gia vị: như quế, đinh hương và hạt nhục đậu khấu. Được dùng vào dịp Giáng sinh, chiếc bánh Giáng sinh mặn mà (được gọi như vậy lúc đó) được kết hợp với cái gọi là "sự sùng bái thần tượng" Công giáo và trong cuộc nội chiến Anh các cơ quan Thanh giáo phải nhíu mày khó chịu. Tuy nhiên, truyền thống ăn chiếc bánh Giáng sinh vào tháng 12 tiếp tục qua đến thời đại Victoria. Mặc dù vào lúc đó công thức của nó đã trở nên ngọt ngào hơn và kích thước của nó giảm rõ rệt từ hình dạng thuôn dài lớn thuở trước. Ngày nay, chiếc bánh mince pie vẫn còn là một món thết đãi theo mùa phổ biến, được nhiều người trên khắp Vương quốc Anh thưởng thức.